# Galliska
Galliska är ett utdött keltiskt språk. Det tillhörde språkfamiljen fastlandskeltiska språk, vilken även den är utdöd. Galliskan talades i Gallien, men gav efterhand vika för latin vilket senare utvecklades till franska i regionen. Runt år 500 e.Kr. var galliskan definitivt utdöd.
Galliska var ett böjningsspråk med en ganska fri ordföljd i en mening. De flesta galliska texter är korta; dessa är ofta dedikationer med bara en mening, epitafer eller signaturer. De längre inskriptionerna är religiöst magiska till sin natur - de viktigaste är den lunisolarkalendern från Coligny och förbannelsetavlorna som finns i L'Hospitalet-du-Larzac och Chamalières. Det magra källmaterialet fattigdom gör inte en fullständig studie av språkets historia möjlig och inte heller kan en fullständig rekonstruktion av grammatik. Översättningen från galliska bygger till stor del på användningen av en jämförande språkmetod. Relativt få inskriptioner i detta och andra kontinentala keltiska språk gör det också svårt att studera deras ömsesidiga släkttskap, liksom deras förhållande till de ökeltiska språk som fortfarandetalas idag. Det gör det svårt att skapa en bild av språkutvecklingen i den keltiska gruppen.Utrotningen av språket har samband med den progressiva romaniseringen av den gallisktalande befolkningen. 
Notera att bretonska, det keltiska språk som lever kvar i Bretagne, inte är en kvarleva av galliskan, utan infördes i tidig medeltid av invandrare från Wales eller Cornwall. 

## Språkets historia

### Den tidiga perioden
Även om galliska personnamn skrivna av galler med grekisk skrift har bevarats från regionen kring Massalia på 300-talet f.Kr., så dök de första riktiga inskriptionerna på galliska upp under 200-talet f.Kr.
Minst 13 referenser till galliska eller gallisk skrift kan hittas hos antikens grekiska och latinska författare.  Gallerna och deras språk nämns också av romerska författare. Det tidigaste är ett omnämnande i Catalepton som tillskrivs Vergilius från det första århundradet f.Kr. Ordet galliska (gallicum) som språkterm används först uttryckligen i Appendix Vergiliana i en dikt som hänvisar till galliska bokstäver i alfabetet. Julius Caesar skriver i sin Commentarii de Bello Gallico från 58 f.Kr. att kelterna/gallerna och deras språk är åtskilda från de närliggande Aquitani och Belgae av floderna Garonne respektive Seine/Marne. Caesar berättar att listor över befolkningen skrivna med grekisk skrift hittades bland Helvetierna. Caesar noterar också att från och med 53 f.Kr. använde de galliska druiderna det grekiska alfabetet för privata och offentliga transaktioner, med ett viktigt undantag för druidiska lärdomskunskapen,  som bara kunde memoreras och inte fick skrivas ned. Enligt samlingsverket Recueil des Inscriptions Gauloises (se nedan) finns nästan tre fjärdedelar av galliska inskriptioner (om man bortser från mynt) i det grekiska alfabetet. De senare inskriptioner som dateras till romerska provinsen Gallien är mestadels skrivna med latinska alfabetet och har mest hittats i centrala Frankrike. 

### Den romerska perioden
Latin antogs snabbt av den galliska aristokratin efter den romerska erövringen, för att de ville behålla sin elitmakt och inflytande, kunskaper i tre språk (galliska, grekiska och latin) i södra Gallien noterades redan på första århundradet f.Kr. Tidiga hänvisningar till galliska i Gallien tenderar att göras i samband med problem med att behärska grekiska eller latin flytande fram till omkring 400, medan efter 450, börjar galliska nämnas i sammanhang där latinet har ersatt galiska eller keltiska. Detta gällde till en början bara överklassen.
Under den sista fjärdedelen av 200-talet ber Irenaeus, biskop av Lugdunum (dagens Lyon), om ursäkt för sin otillräckliga grekiska, eftersom han är bosatt bland Keltae och till största delen van att använda en barbarisk dialekt.
Enligt Vita Sancti Symphoriani avrättades Symphorian of Augustodunum (nuvarande Autun) den 22 augusti år 178 för sin kristna tro. Medan han leddes till sin avrättning, förmanade hans ärevördiga moder honom från muren ihärdigt och anmärkningsvärt för alla (?), och sade på galliska: Son, son, Symphorianus, tänk på din Gud (översättning av mater sua de muro sedula et nota illum uoce Gallica monuit dicens: 'nate, nate Synforiane, mentobeto to diuo' ). Den galliska meningen har överförts iförvanskat tillstånd i de olika manuskripten. Enligt David Stifter ser *mentobeto ut att vara ett protoromanskt verb härlett från latinet mens, mentis 'mind' och habere 'to have', och det kan inte uteslutas att hela yttrandet är en tidig variant av romansk galliska, eller en blandning av detta och galliska, istället för att vara ett exempel på ren galliska. Å andra sidan är nate känt på galliska (till exempel i Endlichers ordlista), och författaren till Vita Sancti Symphoriani, oavsett om han kunde flytande galliska eller inte, förväntar sig uppenbarligen att ett icke-latinskt språk har talats vid den tiden. Den latinska författaren Aulus Gellius (ca 180) nämner galliska vid sidan av det etruskiska språket i en anekdot, vilket tyder på att hans lyssnare hade hört talas om dessa språk, men inte skulle förstå något av dem.
Av de viktiga senare källorna nämns framför allt den romerska historikern Dio Cassius (207-229), som skriver att de cisalpinska och transalpinska gallerna talade samma språk, vilket kan utläsas av följande passager: 1. I Bok XIII nämner han principen att namngivna stammar har en gemensam ledning och ett vanligt språk, annars sammanfattas befolkningen i en region med en geografisk term, som i fallet med spanjorerna/ibererna. 2. I böckerna XII och XIV anges att galler mellan Pyrenéerna och floden Po betrakta sig som släktingar. 3. I bok XLVI förklarar Cassius Dio att den avgörande skillnaden mellan cis- och transalpina galler är längden på håret och klädstilen, och han nämner inte någon språkskillnad, eftersom de cisalpina gallerna har antagit kortare hår och den romerska togan på ett tidigt datum (Gallia Togata). Potentiellt i motsats till detta beskrev Caesar floden Rhone som en gräns mellan kelterna och provincia nostra.
Ulpianus skriver I Digesta XXXII, 11på 200-talet att fidekommiss (testamentariska bestämmelser) också får skrivas på galliska.

### Slutligt bortdöende av språket
Trots avsevärd romanisering av den lokala materiella kulturen anses det galliska språket ha överlevt och samexisterat med talat latin under århundradena av romerskt styre i Gallien. Den exakta tidpunkten för den slutliga utrotningen av galliska är okänd, men det har troligen varit i slutet av 500-talet eller början av 600-talet e.Kr. efter det västromerska rikets kollaps.
Språkskiftet var ojämnt i framstegen och formats av sociologiska faktorer. Även om det fanns en närvaro av pensionerade veteraner i kolonier, förändrade dessa inte nämnvärt den språkliga sammansättningen av Galliens befolkning, av vilka 90% var autoktona;[44][45] istället var den viktigaste latiniseringsklassen den adjungerade lokala eliten, som skickade deras barn till romerska skolor och administrerade länder åt Rom. 
På 500-talet, vid tiden för den västromerska kollapsen, förblev den stora majoriteten (icke-elit och övervägande på landsbygden boende) av befolkningen gallisktalande, och fick latin som sitt modersmål först efter imperiets undergång, eftersom båda de och den nya frankiska härskande eliten antog latinet för sin urbana läskunniga elit.
Bonnaud hävdar att medan latiniseringen inträffade tidigare i Provence och i större stadskärnor, medan galliska kvarstod längst, möjligen så sent som på 900-talet med bevis för fortsatt användning enligt Bonnaud som fortsatte in på 800-talet, i Langres och de omgivande regionerna, regionerna mellan Clermont, Argenton och Bordeaux och i Armorica. Fleuriot, Falc'hun och Gvozdanovic upprätthöll likaså en sen överlevnad i Armorica och språkkontakt av någon form med det uppåtstigande bretonska språket. Det har dock noterats att det finns få bevis som stöder en relativt sen överlevnad specifikt i Bretagne, medan det finns odiskutabla bevis som stöder den relativt sen överlevnad av galliska i de schweiziska alperna och i regioner i centrala Gallien. Med utgångspunkt från dessa fakta, som inkluderar kartläggning av substratvokabulär som bevis, hävdar Kerkhof att vi preliminärt kan ha haft en överlevnad av gallisktalande samhällen under åtminstone det sjätte århundradet i fickor av bergsområden i Centralmassivet, Jura och de schweiziska alperna.

## Utbredning och källor
Enligt Caesar talades språket av olika keltiska stammar i delar av dagens Frankrike upp till floderna Seine och Marne, och i Schweiz vid övre Rhen.  Några föremål med inskrifter finns också norr om Seine ända fram till dagens Belgien och i norra Italien. I norra Italien vittnar inskriptioner om ett besläktat språk, lepontiska.
Även om galliska finns belagd under nästan 750 år över ett stort område, främst moderna Frankrike, delar av Schweiz och norra Italien är språket bristfälligt känt. På grund av de otillräckliga skriftliga källorna, delades språket in i olika perioder relativt sent. Den första språkhistoriska indelningen utvecklades av Pierre-Yves Lambert. Han delade detta språks historia i en äldre och yngre fas. David Stifter kompletterade denna bild. Den äldre språket innehåller texter som belagda senast under det första århundradet f.Kr. och är skrivna främst med en variant av det etruskiska alfabetet, det så kallade "Lugano-alfabetet" och senare med det grekiska alfabetet. Mellanperioden börjar med kristendomens födelse och slutar under andra och tredje århundradena e.Kr. Alla galliska inskriptioner från denna tid är skrivna med det latinska alfabetet.
På grundval av analysen av de bevarade texterna kan man dra slutsatsen att det fanns en viss social konsensus om stavningen av detta språk vid den tiden. Detta framgår av den konsekventa användningen av bokstäverna χ, θ och δ - lånade från det grekiska alfabetet - för att beteckna ljud som inte finns på latin. Från det yngre språket, som slutar runt mitten av det första årtusendet, har mycket färre direkta källor bevarats, men att språket lever bekräftas av det material som har dokumenterats. Det visar omfattande och konsekventa förändringar i fonetik och morfologi, Men i dessa studier blir indirekta källor viktiga.
De äldsta beläggen för språket är daterade till fjärde århundradet f.Kr., och runt trehundratalet e.Kr. upphör beläggen för språket. De keltiska stammarna uppfann inte sina egna skrifttecken, men antog sina grannars alfabet. Således bevaras de galliska inskriptionerna i två alfabet. i början med grekiska alfabetet runt den grekiska kolonin Massalia och, efter romarnas erövring, med det latinska alfabetet.
De samlade beläggen, korpusen av galliska texter innehåller över 800 belägg, varav de flesta samlades i fembandsstudien Recueil des inscriptions gauloises (RIG), som publicerades mellan 1984 och 2003. Bevarade språkliga belägg för galliska finns på ett antal steninskrifter ofta är de mestadels korta: De är främst dedikationer (invigningsskrifter), epitafer, signaturer, uttryck för känslor och så vidare.Bland de få längre texterna är de viktigaste av magisk karaktär, framför allt kalendern från Coligny och några till. Kalendern från Colignys är en keltisk kalender som omfattar en period på 5 år, Kalendern är återgiven på en bronstavla som hittades i november 1897 vid Coligny, Ain i Frankrike. Ett antal förbannelser på blytavlor bland andra de från Larzac och från Chamalières som gav mycket kunskap om själva språket men också om gallernas kultur. Senare upptäckter, t.ex. två tabletter som hittades i Chartres 2010 finns inte med i samlingsverket.  Ibland är inskrifterna delvis tvåspråkiga: på latin och galliska. Dessutom finns ett stort antal korta graffiti på lerskärvor (med det vanliga mönstret: "X gjorde detta"),Många galliska texter har bara överlevt fragmentariskt, och deras översättning är mycket svår, ibland omöjlig. I processen att läsa inskriptioner är jämförande analys med andra keltiska och indoeuropeiska språk viktig.

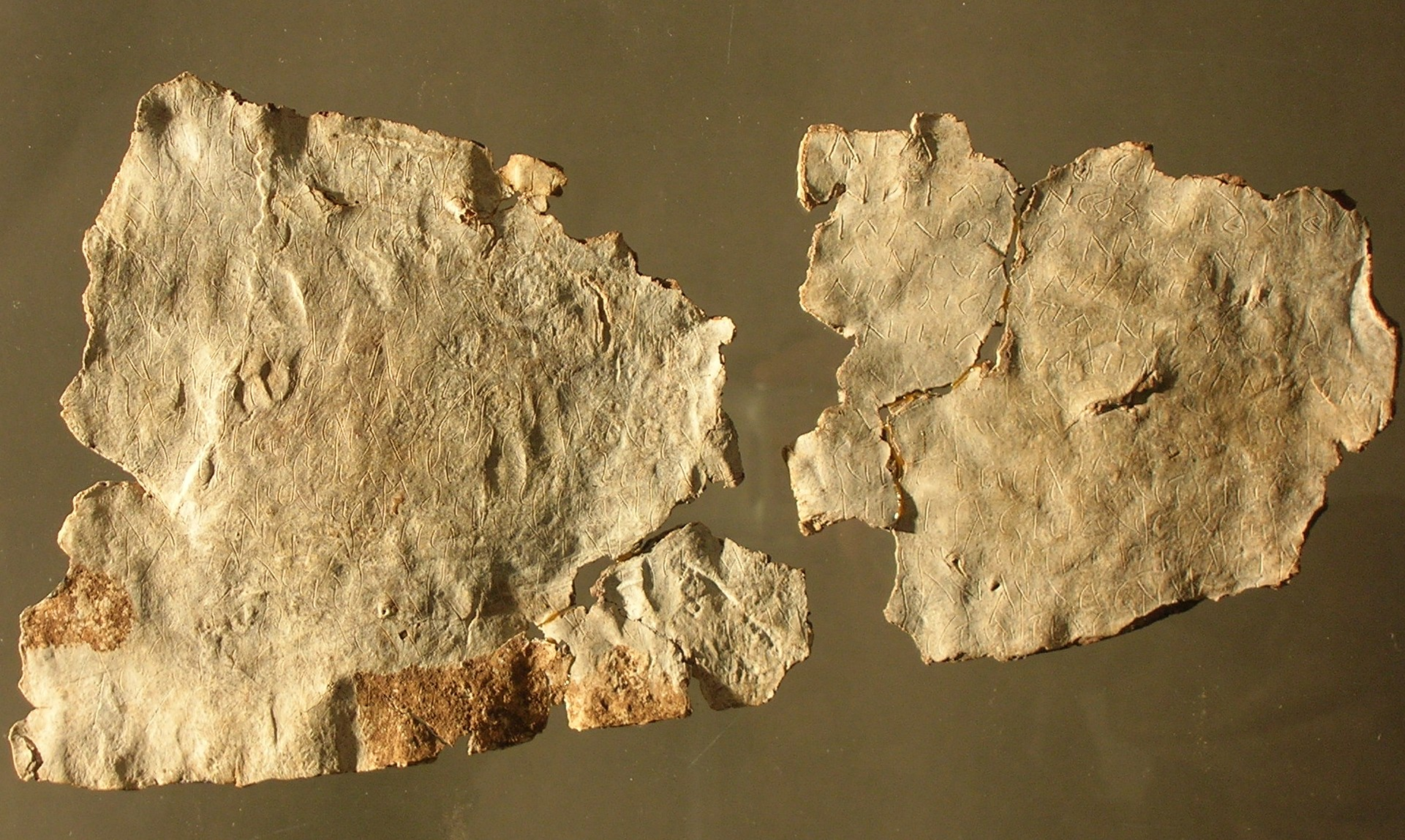
Tabletten från L’Hospitalet-du-Larzac från omkring 100 e.Kr.

Galliska ord lånades av latinet och överlevde sedan även på franska, och i något enstaka fall på tyska. Det uppskattas att cirka 400 franska ord är av galliskt ursprung. Ett dussintal uttryck i sydtyska dialekter anges av  språkforskaren Matasović som galliska. Vissa uttryck lånades inte bara av den galliska varianten av vulgärlatin, utan spred sig över ett större område. Sådana ord inkluderar cervisia dvs. öl (franska: cervoise, spanska: cerveza, katalanska: cervesa, italienska: cervogia) och Camminu väg (franska: chemin, spanska: camino, katalanska: camí, portugisiska: caminho). Dessutom finns det än idag också ortnamn och naturnamn härledda från det galliska språket, såsom Ardennerna, Besançon, Bourges, Lyon, Maine, Auvergne eller Rhen.
Dessa belägg ligger till grund för en rekonstruktion av galliskan. Kunskapen om språket kommer alltid att förbli bara fragmentarisk, eftersom ordförrådet är magert och mycket få verbformer, adjektiv etc. har bevarats.

## Språkliga egenskaper
Galliska är av stor språkhistoriskt intresse och betydelse eftersom det nästan helt bevarar de ändelser som ärvts från indoeuropeiska språket via gemensamma urkeltiskan. Formellt har den därför en viss likhet med urgermanskan, latinska och andra forntida språk. I uppdelningen av de keltiska språken i Q-keltiska och P-keltiska språk tillhör galliska de P-keltiska språken. Namnet på hästgudinnan är till exempel Epona ((jfr. Latin equus  häst, men också grekiskans hippos häst).). Galliska liksom lepontiska och galatiska liknar den brittiska gruppen av ökeltiska språk. Lingvister som Karl Horst Schmidt räknar till och med en gallo-brittisk undergrupp inom de keltiska språken. Från de ökeltiska språken skiljer sig dock det fastlandskeltiska främst genom tendensen till konsonantmutationer och att de ärvda ändelserna försvinner tidigt i den första gruppen.

## Fonologi

### Konsonanter
|             | Bilabial | Alveolar | Palatal | Velar  |
| ----------- | -------- | -------- | ------- | ------ |
| Nasal       | m        | n        |         |        |
| Klusil      | p \| b   | t \| d   |         | k \| g |
| Affrikat    |          | ts \| dz |         |        |
| Frikativ    |          | s \| z   |         | x      |
| Tremulant   |          | r        |         |        |
| Lateral     |          | l        |         |        |
| Approximant |          |          | j       |        |

Källa:

### Vokaler
|            | Främre | Central | Bakre |
| ---------- | ------ | ------- | ----- |
| Sluten     | i      |         | u     |
| Halvsluten | e      |         | o     |
| Öppen      |        | a       |       |

Källa:

## Grammatik och lexikon
Substantiv i galliska delades i tre olika genus: maskulinum, femininum och neutrum. Dessutom fanns det sju kasus. Vid sidan av singularis och pluralis, har det möjligen funnits också dualis..
Räkneord 1-10 på galliska:
| 1     | 2   | 3     | 4        | 5     | 6     | 7      | 8    | 9     | 10    |
| ----- | --- | ----- | -------- | ----- | ----- | ------ | ---- | ----- | ----- |
| oinos | dau | treis | petuares | pempe | suexs | sextam | oxtu | nauan | decam |

## Samlingar av texter
- Michel Lejeune, Paul-Marie Duval: Recueil des inscriptions gauloises, vol. 1: Textes gallo-grecs. 1984.
- Michel Lejeune: Recueil des inscriptions gauloises, vol. 2/1: Textes gallo-étrusques. Textes gallo-latins sur pierre. 1988.
- Pierre-Yves Lambert: Recueil des inscriptions gauloises, vol. 2/2: Textes gallo-latins sur instrumentum. 2003.
- Georges Pinault, Paul-Marie Duval: Recueil des inscriptions gauloises, vol. 3: Les calendriers (Coligny, Villards d'Héria). 1986.
- Brigitte Fischer, Jean-Baptiste Colbert de Beaulieu: Recueil des inscriptions gauloises, vol. 4: Les légendes monétaires. 1998.